# Tenuipalpus sclerocaryae
Tenuipalpus sclerocaryae är en spindeldjursart som beskrevs av Meyer 1979. Tenuipalpus sclerocaryae ingår i släktet Tenuipalpus och familjen Tenuipalpidae. Inga underarter finns listade i Catalogue of Life.